# Red Cloud
Red Cloud, egentligen Maȟpíya Lúta, född 1822, död 10 december 1909, var en uramerikan och lakotahövding (sioux). Han ledde sin stam i ett framgångsrikt krig mot USA, kallat Red Clouds krig, 1866-1868 i Powder River-området i nordvästra Wyoming och södra Montana. Efter kriget ledde han sitt folk i reservatet där han levde i fred.

## Biografi
I unga år krigade Red Cloud mot sina grannar pawnee- och crowfolket. Genom dessa krig erhöll han stor militär erfarenhet.

### Red Clouds krig
Under 1866 började Förenta staterna bygga en rad fort i Powder Rivers dalgång. Några år tidigare hade man funnit guld i Montana och vita guldletare och bosättare tilltog i antal i området. Den så kallade Bozemanleden gick igenom området och det var den vägen USA ville få kontroll över. Red Cloud satt ned tillsammans med amerikanerna i ett möte för att nå en uppgörelse, men Red Cloud var ursinnig över att byggandet redan påbörjats utan godkännande från siouxfolkets sida. Han lämnade upprörd mötet och lovade amerikanerna kraftigt motstånd mot alla vita som försökte använda vägen eller ockupera Powder River-området. 
Så skedde också, och kommunikationerna blev allt svårare för amerikanerna att upprätthålla då urfolken anföll alla vita i området, bosättare, brevbärare, guldgrävare, handelsmän och timmerhuggare. En belägring av Fort Phil Kearny inleddes av Red Clouds krigare, den pågick i två år och är den längsta som urfolk någonsin hållit. Detta visar på Red Clouds prestige som ledare, till och med under buffeljaktsäsongen fann han krigare att hålla kring fortet. Urfolken hade dock stor respekt för fortets kanoner och gjorde inga stormningsförsök.

### Striderna
De regelrätta striderna mellan siouxerna och de amerikanska trupperna var inte talrika. Men vid ett tillfälle tillintetgjordes en hel amerikansk undsättningstrupp under kapten William J. Fetterman bestående av 81 man. Händelsen har gått till historien som Fettermanmassakern och inträffade den 21 december 1866. Fetterman hade i uppgift att skydda några timmerhuggare som blivit angripna av urfolk, men då han förföljde de flyende urfolken upptäckte han snart att han blivit lurad i en fälla och omringad. Ingen överlevde, de flesta hade dödats av knivhugg eller pilar, få hade skjutits. 
Nästa större slag kom att kallas vagnkorgsstriden eftersom 31 amerikanska soldater tagit skydd bakom en rad vagnar uppe på en höjd. Det stod den 2 augusti 1867. Striden pågick i fem timmar men amerikanerna hade nya snabbladdade gevär vilket måste förvånat urfolken eftersom de pauser i beskjutningen som vanligen uppstod då omladdning skedde uteblev. Till slut anlände förstärkningar och då skingrade sig urfolken snabbt från platsen med stora förluster.

### Fred
Belägringen av Fort Phil Kearny höll i sig tills amerikanerna fått nog och skickade fredsförhandlare, det enda önskemålet var att få fred. Red Cloud krävde att alla fort i området skulle överges, vilket accepterades. Det är enda gången USA inte begärt något annat än fred av sin motpart. Red Cloud hade segrat, forten längs Bozemanleden brändes genast ner. Amerikanerna sökte vinna tid för projektet med järnvägsbyggande västerut, vilket skulle ge dem ett oslagbart övertag mot alla urfolk.

### Kriget 1876–1877
Under 1874 ledde general George Custer rekognoseringsuppdrag in på siouxernas territorium, och där rapporterades det att man funnit guld i Black Hills vilket var ett heligt område för urfolken. Halvhjärtat försökte armén hålla guldletare borta från området, då och då eskorterades någon man funnit i området ut och ställdes inför rätta. Men alla inkräktare på urfolkterritoriet friades av domstolarna, och det var fritt fram att åter bege sig till Black Hills en annan väg. En guldletare uppgav att han blivit utförd fyra gånger. 1875 kom den riktiga anstormningen, regeringen ville inte ta i med krafttag mot guldletarna och försökte istället köpa området av urfolken. Men dessa krävde 100 miljoner dollar, en miljon för varje år sedan de upptäckt de svarta kullarna 1775. Regeringens bud var 5 miljoner. Mycket stormiga överläggningar hölls där de yngre hövdingarna fick hållas tillbaka för att inte överfalla de amerikanska förhandlarna. Under slutet av året brydde sig inte armén om att hålla tillbaka guldletarna som strömmade in i området, det var ett brott mot fredsavtalet 1868 men man rättfärdigade det hela med att siouxerna redan brutit avtalet genom överfall och mord på guldgrävare och nybyggare.
Red Cloud deltog i överläggningarna men kunde lika lite som någon annan finna en fredlig lösning. Kriget var ett faktum, men Red Cloud ställde sig vid sidan. Det kom istället att utkämpas av hövdingarna Crazy Horse och Sitting Bull. Dessa segrade i Slaget vid Little Bighorn mot general Custer men i förlängningen hade urfolken inte längre några chanser att vinna. Red Cloud levde i fortsättningen i ett reservat där han kom att bli en viktig ledare för sitt folk. Han förde ofta förhandlingar med indianagenter och avled först 1909, som den ende urfolkhövding som besegrat USA i ett krig.